# Ералаш (игра)
Ералаш — старинная карточная игра, близкая к висту и преферансу.
Как и в вист, в ералаш играют вчетвером. Хотя возможна игра втроём или вдвоём. Для игры используется полная колода (52 карты), которая полностью раздаётся играющим.

## Основные термины
- Секанс — несколько карт, по порядку начиная с туза.
- Сингельтон — одна карта какой-нибудь масти.
- Афрошировать — отыграть.
- Навет — перекрёстный огонь, когда бьют козырем с обеих сторон.
- Делать импас — прорезать.
- Инвит (приглашение) — выход с младшей карты самой сильной масти, приглашающий партнёра выложить старшую карту, чтобы он взял взятку и ответил в ту же масть.
- Секст-мажор — шесть карт по порядку, от туза до десятки включительно.
- Кварт-мажор — то же, от туза до валета включительно.
- Терц-мажор — туз, король и дама.
- Форсировать — вынуждать крыть козырем.
- Иметь тенас — иметь первую и третью из старших карт и быть по порядку последним в игре.
- Сделать сюркуп — перебить какую-нибудь карту.

## Особенности игры (отличия от виста)
- В карточной игре Ералаш нет козырей.
- Онерами (в висте онеры — все фигуры, то есть: Валет, Дама, Король, Туз) считаются только тузы (один туз ничего не значит, два разделяются пополам между партнерами). Игрок, имеющий на руках три или четыре туза, считает их при общем расчёте по той таксе, которая установлена игроками.
- Полная партия, или роббер, состоит из 13 леве (взяток), которые набираются постепенно в несколько туров и всякий раз записываются отдельно (в висте роббер — две игры по 5 или 10 леве).
- Пока роббер не кончен, никто из игроков не имеет права менять место.

## Упоминание в литературе
Ф. М. Достоевский, «Крокодил»:

 — Порадейте, Тимофей Семёныч! Кстати-с: Иван Матвеич просил передать вам карточный должок, семь рублей, в ералаш-с…
 — Ах, это он проиграл намедни, у Никифор Никифорыча! Помню-с. И как он тогда был весел, смешил, и вот!..
— 1865 Полный текст произведения
Ф. М. Достоевский, «Бесы»:

Весь вид его говорил: «Карты! Я сажусь с вами в ералаш! Разве это совместно? Кто ж отвечает за это? Кто разбил мою деятельность и обратил её в ералаш? Э, погибай Россия!» — и он осанисто козырял с червей.

Ф. М. Достоевский, «Братья Карамазовы»:

А между тем как раз у него сидели в эту минуту за ералашем прокурор и наш земский врач Варвинский, молодой человек, только что к нам прибывший из Петербурга, один из блистательно окончивших курс в Петербургской медицинской академии.

И. С. Тургенев, «Отцы и дети»:

 — Что же? Мы после обеда засядем в ералаш, и я его обыграю.
 — Хе-хе-хе, посмотрим! Бабушка надвое сказала.

И. С. Тургенев, «Накануне»:

Николаю Артемьевичу минуло двадцать пять лет, когда он «подцепил» Анну Васильевну; он вышел в отставку и поехал в деревню хозяйничать. Деревенское житьё ему скоро надоело, имение же было оброчное; он поселился в Москве, в доме жены. В молодости он ни в какие игры не играл, а тут пристрастился к лото, а когда запретили лото, к ералашу.